# À l'aveugle
Pour plus de détails, voir Fiche technique et Distribution.
À l'aveugle est un film à suspense français réalisé par Xavier Palud, sorti en 2012.

## Synopsis
Le Commandant Lassalle enquête sur plusieurs meurtres ayant eu lieu en peu de temps. Il semblerait que le suspect le plus probable est un certain Gabriel Narvik, cependant celui-ci est aveugle. Malgré tout persuadé que ça ne peut être que Narvik, Lasalle va tout faire pour trouver les preuves nécessaires...

## Fiche technique
source : Unifrance et The Internet Movie Database
- Titre original : À l'aveugle
- Titre international : Blind Man
- Réalisation : Xavier Palud
- Scénario : Éric Besnard, d'après une idée originale de Luc Besson
- Décors : Dan Bevan
- Costumes : Aline Dupays
- Photographie : Michel Amathieu
- Montage : Julien Rey
- Musique : Laurent Couson
- Production : Luc Besson
- Société de production : EuropaCorp
- Société de distribution : EuropaCorp Distribution
- Budget : 9 050 000 d'euros[1]
- Pays d'origine :  France
- Langue originale : français
- Format : couleur - 2.35 : 1 — Dolby DTS
- Genre : thriller
- Durée : 94 minutes
- Date de sortie :
  -  France : 7 mars 2012
  -  Belgique : 4 avril 2012

## Distribution
- Jacques Gamblin : Commandant Philippe Lassalle
- Lambert Wilson : Gabriel Narvik
- Raphaëlle Agogué : Héloïse
- Arnaud Cosson : Vermulen
- Antoine Levannier : Simon
- Frédéric Kontogom : Briand
- David Capelle : Marchand
- Marie Vincent : Rochambeau
- Nicolas Grandhomme : Cossiga
- Nathalie Vignes : la secrétaire de Rochambeau
- Pascal Demolon : Warnas
- Moïse Santamaria : Fred
- Nicolas Pignon : Kempf
- Elsa Kikoïne : Isabelle Royer
- Daniel Njo Lobé : le garde du corps
- Miglen Mirtchev : Constantin
- François Lescurat : le commissaire priseur
- Arthur Moncla : Alexandre
- Yaniss Lespert : Dominique
- Agnès Delachair : la prostituée
- Sébastien Vandenberghe : le videur
- Omar Salim : Hussein Haqqani
- Martine Bertrand : Sœur Marthe
- Hélène Roussel : Sœur Marguerite
- Colette Kraffe : Amélia
- Dorothée Brière : la femme de Lassalle
- Rémy Le Fur : Constantin, un assesseur

## Production
« À l'aveugle » est une production Europacorp issue du projet « Weareproducteurs ».
En 2010, Luc Besson lance un projet de financement participatif d’un film sur internet grâce au site Weareproducteurs.com.
Il souhaite par ce biais réconcilier les internautes avec le cinéma.
Il invite ainsi les internautes à participer financièrement au film en devenant « coproducteurs », mais aussi et surtout à intervenir tout au long de son élaboration.
Le projet « Weareproducteurs » qui a pour slogan « Faire un film ensemble » doit permettre aux passionnés de cinéma de découvrir les coulisses de la création d’un film de sa conception à sa sortie en salle. (1)
Ils pourront ainsi choisir le synopsis, participer à l’élaboration du scénario en donnant leur avis tout au long de son écriture, mais aussi choisir les acteurs, l’affiche, la musique du film… (2)
Si plus de 12000 internautes s’inscrivent sur le site (avec pour beaucoup l’ambition d’apparaître dans le générique de fin, offre réservée aux 10000 premiers inscrits), le nombre de participants actifs sur le site est beaucoup plus restreint…
Les avis des internautes ne sont que très peu pris en compte et lorsque le choix leur est laissé, il ne porte que sur des propositions déjà validées par la production (rôles secondaires, affiche, musique de fin...).
Finalement, le projet se terminera sur un bilan très mitigé. Le film n’ayant pas remporté le succès escompté, les internautes coproducteurs ne recevront finalement que 40% environ de leur investissement. (3)